# Shaw Air Force Base

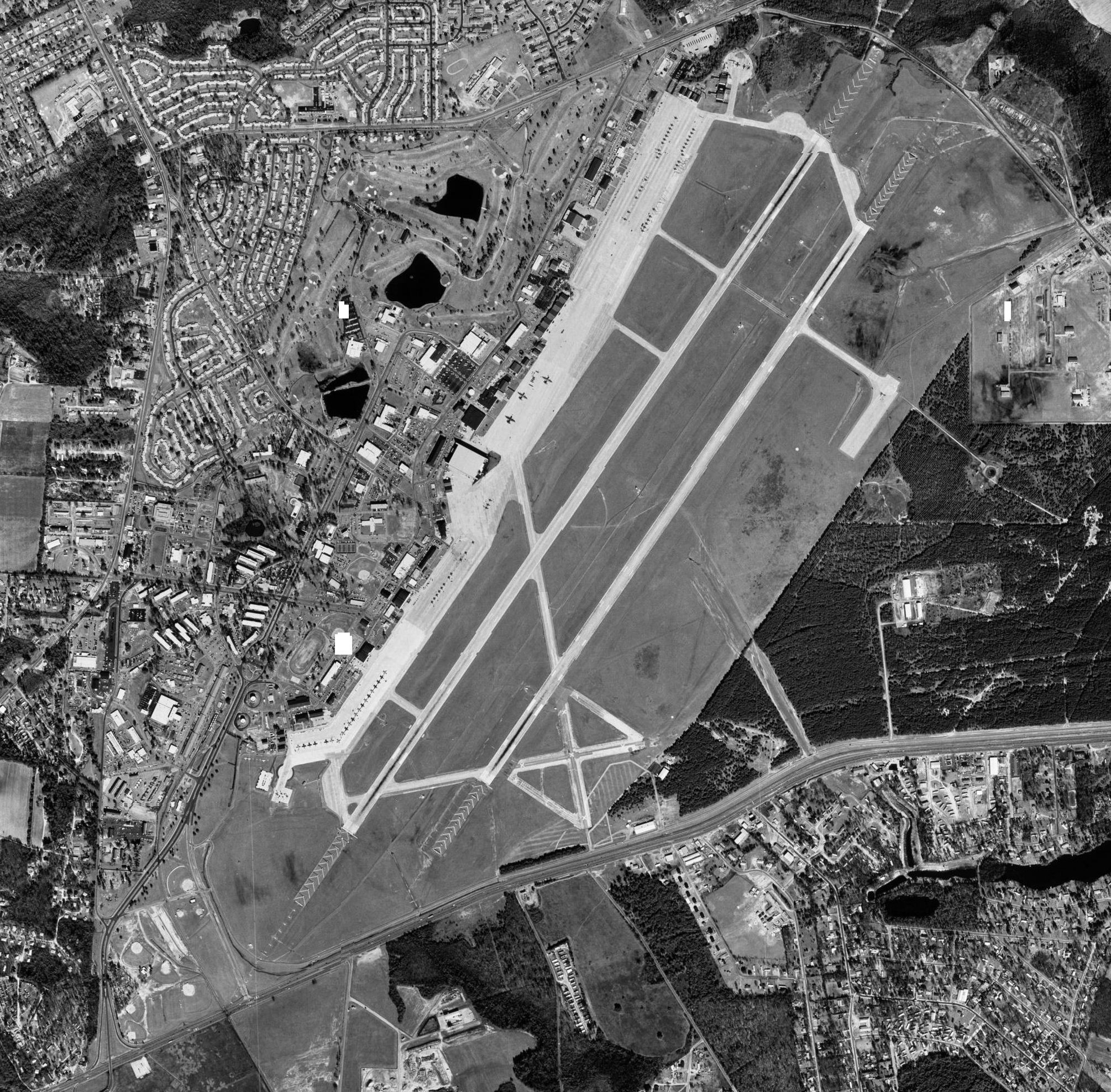
Ortofoto över Shaw Air Force Base från 1994.

Shaw Air Force Base är en militär flygplats (IATA: SSC, ICAO: KSSC, FAA LID: SSC) tillhörande USA:s flygvapen som är belägen i Sumter County  drygt 1,3 mil nordväst om staden Sumter i delstaten South Carolina. 
Basen har funnits på platsen sedan 1941 och är uppkallad efter flygaren Ervin David Shaw (1894-1918) som var från South Carolina och som blev nedskjuten över Frankrike som amerikansk frivillig under första världskriget i Kanadas flygkår.

## Verksamhet
Basen värdförband är 20th Fighter Wing (20 FW), ett förband med anor från 1927 och som från 1994 flyger med F-16 Fighting Falcon.
Här finns också högkvarteren för två numrerade flygvapen som ingår i Air Combat Command: Ninth Air Force (9 AF), som även går under benämningen som Air Forces Central som flygvapenkomponenten till United States Central Command, samt Fifteenth Air Force (15 AF).
På Shaw Air Force Base finns även högkvarteret för Third United States Army/Army Central som är armékomponenten till United States Central Command.